# Hollola
Hollola is een gemeente in het Finse landschap (maakunta) Päijät-Häme. De gemeente heeft een landoppervlakte van 651,23 km² en telt 22.943 inwoners (2022).
In 2016 werd Hollola uitgebreid met Hämeenkoski.

## Geboren
- Raimo Kuuluvainen (1955-1999), voetballer
- Juha Rehula (1963), politicus
- Krisse Salminen (1976), komiek en presentator
- Janne Ahonen (1977), skispringer
- Marko Pusa (1977), darter
- Aino-Kaisa Saarinen (1979), langlaufster
- Tea Hiilloste (1982), tv-presentatrice
- Tomi Saarelma (1988), voetballer
- Henrik Mustonen (1990), squashspeler
- Vilma Jää (1995), zangeres

## Stedenband
Hollola onderhoudt een stedenband met:
- Arboga
- Nordkapp
- Ebeltoft

Asikkala · Hartola · Heinola · Hollola · Kärkölä · Lahti · Orimattila · Padasjoki · Sysmä
Voormalige gemeenten:
Artjärvi · Hämeenkoski · Heinolan maalaiskunta · Nastola